# Embia alomatae
Embia alomatae är en insektsart som beskrevs av Ross 2006. Embia alomatae ingår i släktet Embia och familjen Embiidae. Inga underarter finns listade i Catalogue of Life.